# Tomahawk (robot)
För andra betydelser, se Tomahawk (olika betydelser).
Tomahawkroboten (amerikansk beteckning BGM-109 Tomahawk) är ett vapen i form av en kryssningsrobot, i amerikansk och brittisk tjänst. Den har en räckvidd på cirka 1 100 kilometer och kan beväpnas med en mindre kärnvapenstridsspets. Tillverkningskostnad per enhet ligger på ca 1,87 miljoner amerikanska dollar år 2017. 

## Varianter
- BGM-109A Tomahawk Land Attack Missile - Nuclear (TLAM-N) Kryssningsrobot med en W80 termonukleär stridsspets.
- RGM/UGM-109B Tomahawk Anti Ship Missile (TASM) Sjömålsrobot med radarmålsökare och en konventionell stridsspets på 450 kg.
- BGM-109C Tomahawk Land Attack Missile - Conventional (TLAM-C) Kryssningsrobot med en konventionell stridsspets.
- BGM-109D Tomahawk Land Attack Missile - Dispenser (TLAM-D) Kryssningsrobot med klusterstridspets som innehåller 166 stridsdelar av typen BLU-97 i 24 behållare.
- RGM/UGM-109E Tomahawk Land Attack Missile (TLAM Block IV) Förbättrad version av BGM-109C
- BGM-109G Gryphon Ground Launched Cruise Missile (GLCM) Landbaserad kryssningsrobot med en W84 termonukleär stridsspets. Deaktiverade efter INF-avtalet.
- AGM-109H/L Medium Range Air to Surface Missile (MRASM) Sjömålsrobot för flygplansbeväpning, aldrig producerad.